# Tomás Pérez Scarone
Tomás Pérez Scarone (n. Florida, Uruguay; 29 de marzo de 1998) es un futbolista uruguayo que juega como delantero.

## Familia y estudios
Tomás es hijo de Gustavo Pérez y Gabriela Scarone. Su hermano (mayor) Felipe, es mecánico automotriz graduado en Talleres Don Bosco. Actualmente Tomás se encuentra en pareja con Sofía Arizaga (desde 2017). 
Tomás realizó la primaria y secundaria en su ciudad natal. La primaria la cursó en Midland College Florida. En secundaria comenzó sus estudios en el Colegio y Liceo Nuestra Señora del Huerto, y en 2014 continuó sus estudios en el Liceo número uno de Florida. El cambio de institución fue debido a que en ese tiempo, Tomás entrenaba en Nacional, ubicado en la capital del país. Actualmente es estudiante de administración de empresas en la facultad de la República.

## Trayectoria
Se formó en su ciudad natal, en el Atlético Nacional. 
En el 2013 fue parte de la selección de Florida Sub-15 en el Campeonato de Selecciones del Interior, demostró un gran nivel y aportó goles importantes para llegar a la final contra Paysandú. En la primera final comenzaron perdieron 3 a 0 pero lograron anotar 2 goles con una asistencia suya. En la revancha, el partido terminó 2 a 1 a favor de Florida, lo que llevó al alargue, Tomás brilló y anotó un doblete que coronó su selección como la campeona del Interior.
Fue parte del plantel que representó a Uruguay en el Sudamericano Amateur Sub-15 del 2014 que se llevó a cabo en Argentina. En esta competición obtuvieron el vicecampeonato.
Para el segundo semestre del 2014, se incorporó al Club Nacional de Football en Montevideo, jugó su primer partido con la Sub-16 el 2 de agosto en Maldonado, frente a Deportivo Maldonado, ingresó en el segundo tiempo y marcó 4 goles, el encuentro terminó 8 a 0. Terminó el año con 5 goles y Nacional quedó cuarto en el Torneo Clausura del año.
En 2018 Tomás entrena con el primer equipo de Racing de Montevideo, sumando minutos en tercera división. 
Las lesiones en el año 2018 le jugaron una mala pasada. A mitad de primer semestre se lesiona de los ligamentos cruzados, disputando un partido contra su ex club, el club Nacional de Football, y luego de una rápida recuperación sufre una quebradura de clavícula.
Ya en 2019, queda como jugador libre, e ingresa a formar parte del club universitario “TAPE universitario”. Debutando para este equipo el día 7 de abril de 2019, convirtiendo un gol, y dando una asistencia, para la victoria de su equipo. 

## Palmarés

### Títulos nacionales
| Competición                                   | Equipo               | País    | Año  |
| --------------------------------------------- | -------------------- | ------- | ---- |
| Campeonato de Selecciones del Interior Sub-15 | Selección de Florida | Uruguay | 2013 |